# Ottawa 67’s
Ottawa 67’s – juniorska drużyna hokejowa grająca w OHL w dywizji wschodniej konferencji wschodniej. Drużyna ma swoją siedzibę w Ottawie w Kanadzie.
- Rok założenia: 1967
- Barwy: czerwono-szaro-biało-czarne
- Trener: Brian Kilrea
- Manager: Brian Kilrea
- Hala: Ottawa Civic Centre

## Osiągnięcia
- J. Ross Robertson Cup: 1977, 1984, 2001
- Memorial Cup: 1984, 1999
- Bobby Orr Trophy: 2001, 2003, 2005
- Hamilton Spectator Trophy: 1978, 1982, 1997
- Leyden Trophy: 1977, 1978, 1982, 1983, 1984, 1996, 1997, 1998, 1999, 2000, 2003, 2004, 2010, 2011, 2012